# Acuario Estéreo
Acuario Estéreo es una emisora de radio  perteneciente a la compañía Radiópolis, propiedad de William Vinasco Ch., que transmite baladas en español.
La emisora nació en la década de 1980 —en la frecuencia 104.9 FM en Bogotá—, pero dejaría de transmitir hacia 1998, reemplazada por 104.9 La Estación, 104 9 Mejor y luego por Vibra Bogotá. En 2013, Vinasco decide revivir la estación en la frecuencia 1010 AM.

## Historia
Acuario Estéreo surgió a mediados de los años 1980, con Germán Tobón (hijo de Bernardo Tobón de la Roche, dueño de la cadena Todelar) y William Vinasco Ch. como accionistas. 
La estación se basaba en la radio fórmula de la balada en español, pero a mediados de los años 1990 pasó a emitir rock y pop en inglés y en español, en ambos casos sin locución por parte de los presentadores y con pocos espacios publicitarios —la emisora publicitaba esto como "fórmula 5, sin comerciales"—.
Vinasco le compraría las acciones a Tobón en 1995, con lo que se convertiría en el dueño único de la emisora.
Acuario Estéreo desaparecería a partir de 1998. Desde entonces, la emisora que transmite en los 104.9 MHz en Bogotá sufriría varios cambios de nombre y de radio fórmula, hasta convertirse en Vibra Bogotá.
En 2013, Radiópolis decidió resucitar la emisora Acuario Estéreo en la frecuencia 1010 KHz AM, que durante algunos años ocuparan la extinta Emisora Mil Veinte y más tarde Radio Reloj —la cual dejó de pertenecer a Caracol Radio en 2016, habiéndose trasladado desde la frecuencia 1100 kHz, controlada por Vinasco desde entonces—, de nuevo con la fórmula de la balada en español. En 2017, la estación se convertiría en emisora online, cediéndole la frecuencia a Wepa Je.
En 2014 la WV Radio realizó un acuerdo económico con Caracol Radio para que esta empresa se ocupara de la comercialización de sus emisoras de Radiópolis (Antes WV Radio): Vibra, Candela Estéreo y, desde 2013, Acuario Estéreo (antes Radio Reloj). La programación de las emisoras seguiría en manos de Radiópolis y su equipo creativo en cabeza de Karen Vinasco.